# Arthur Capell (6e comte d'Essex)
Pour les articles homonymes, voir Arthur Capel et Capel.
Arthur Algernon Capell (27 janvier 1803 – 11 septembre 1892) est un aristocrate anglais qui est comte d'Essex en 1839.

## Famille
Arthur Algernon Capell est le fils de John Thomas Capell et Lady Caroline Paget. Il est le petit-fils de William Capell (4e comte d'Essex) de son second mariage avec Harriet Bladen. Il reçoit le nom d'Arthur Algernon Capel à la naissance, mais l'orthographe du nom de famille est légalement changé en Capell le 23 juillet 1880. Le demi-oncle d'Arthur Algernon Capell, George Capel-Coningsby, est mort en 1839, sans héritiers, et le titre passe à Arthur. Son père, John Thomas Capel, est le demi-frère du 5e comte et le plus proche héritier, mais il est mort en 1819. Il est également 6e vicomte de Malden et 7e baron Capell de Hadham.

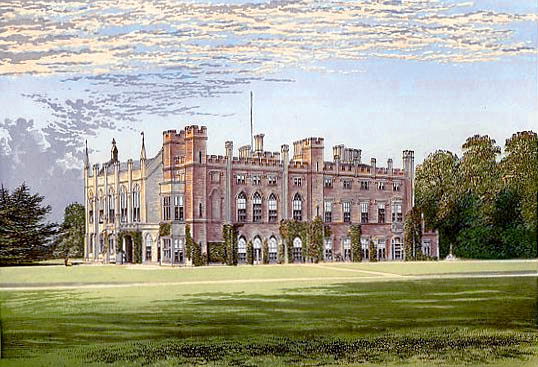
Cassiobury House (1888), comme elle était au cours de la vie du 6e comte

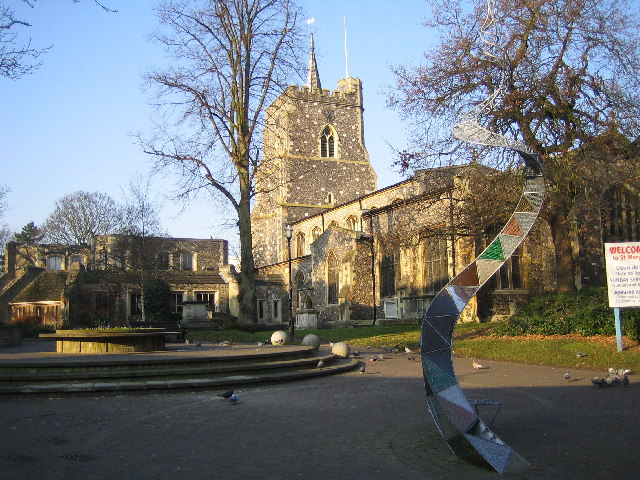
Capell est enterré dans l'Essex Chapelle à sainte-Marie-de l'Église Paroissiale, Watford

Il prend part à un certain nombre d'œuvres philanthropiques et s'intéresse à un large éventail de sujets. Dans les années 1860, il s'enthousiasme pour le nouveau jeu de croquet. Les jardins de Cassiobury House (en), le siège de la famille Capell à Watford, Hertfordshire, est l'un des premiers endroits en Grande-Bretagne où le croquet est joué. Une variante particulière du jeu y est développée, comme détaillé dans les Règles du château l'Eglinton et Cassiobury Croquet, publié en 1865 par Routledge,, et le comte lance sa propre marque de set de croquet, Cassiobury, fait à sa propre scierie à Watford.
Capell pratique l'Homéopathie qui devient populaire à l'époque. Il appuie les activités de la British Homeopathic Association et est vice-président de l'Hôpital Homéopathique de Londres,.
Comme beaucoup de propriétaires de son temps, il prend également une part active à l'agriculture et développe une ferme modèle, au nord de Cassiobury House. Il est le premier président de la société agricole de l'Ouest Hertfordshire, et, en août 1864, il organisait la première exposition de la société d'horticulture de Watford et de Leavesden dans ses jardins de Cassiobury. Il a également été président des pompiers volontaires de Watford et Bushey. Il a laissé au public un accès gratuit au parc, à la condition que les visiteurs ne fassent pas de pique-nique. 
Le premier ministre de l'époque, Sir Robert Peel lui a proposé de devenir Lord lieutenant d'Irlande, mais il a refusé pour des raisons de santé.
Il était aussi un peintre amateur, et une aquarelle de Capell représentant le grand escalier à Cassiobury House se trouve maintenant dans le musée de Watford.

## Mariage et descendance
Capell est marié trois fois:
- Lady Caroline Janetta Beauclerk, fille de William Beauclerk (8e duc de Saint-Albans) et Maria Janetta Nelthorpe, le 14 juillet 1825.
- Louisa Elizabeth Caroline Boyle, fille de Charles Boyle, vicomte de Dungarvan et de Lady Catherine Saint-Laurent, le 3 juin 1863
- Louisa Elizabeth Heneage, fille de Charles Fieschi Heneage et Louisa Elizabeth Graves, le 25 avril 1881.

Lady Caroline a trois enfants de son premier mariage, mais elle est morte à l'âge de 58 ans. Deux autres enfants sont nés du second mariage avec Louisa, mais elle aussi est morte. Louisa, sa troisième femme, a survécu 22 ans à Capell.
Arthur Algernon Capell est décédé le 11 septembre 1892, à l'âge de 89 ans. Son fils aîné, Arthur de Vere Capell, vicomte de Malden, est mort en 1879, âgé de 52 ans et donc, le titre de comte d'Essex passe à son petit-fils, George Capell (7e comte d'Essex).
Des portraits photographiques du 6e comte sont dans la collection de la National Portrait Gallery, à Londres.